# Wappen von Legnica

Wappen der Stadt

Flagge der Stadt

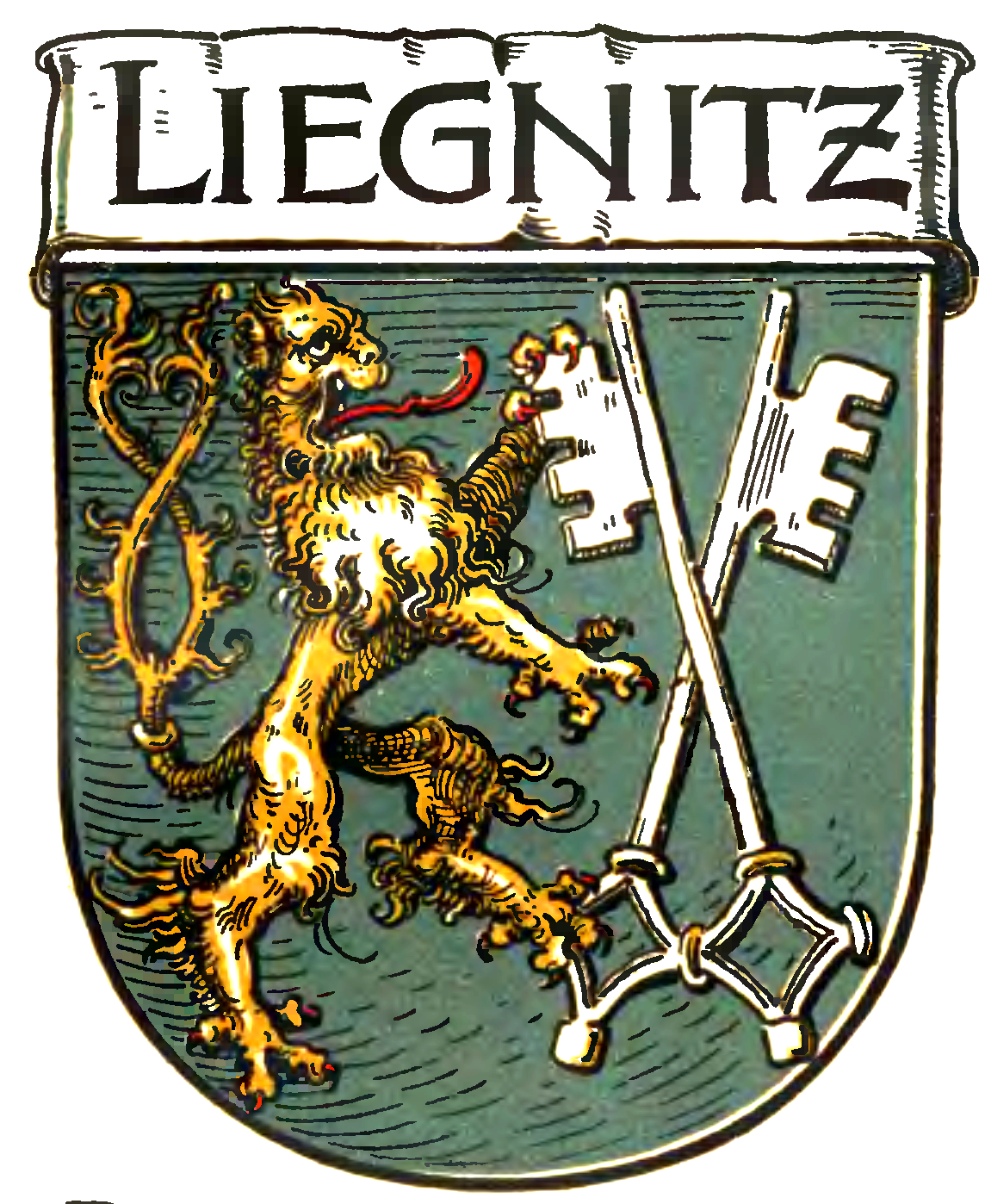
Das Wappen nach Otto Hupp, 19. Jahrhundert

Das Wappen der Stadt Legnica (Liegnitz) zeigt einen goldenen Löwen vor einem blauen Hintergrund mit zwei silbernen Schlüsseln in den Klauen. Es geht zurück bis ins 19. Jahrhundert. Bei dem im Stadtwappen dargestellten Löwen handelt es sich um den Böhmischen Löwen.

## Beschreibung
Das Wappenschild zeigt den Böhmischen Löwen, als aufgerichteten, nach links gewendeten, doppelgeschwänzten und goldenen Löwen vor einem blauen Hintergrund. In seinen Pfoten hält er zwei gekreuzte silberne Schlüssel.
Im Gegensatz zu den üblichen Darstellungen des Böhmischen Löwen ist dieser in dem Wappen ungekrönt, nicht nach rechts gewendet und nicht in Silber auf rotem Grund dargestellt. Die Schlüssel stellen das Attribut des Apostels Petrus dar. Bei dem heiligen Petrus handelt es sich um den Patron der Stadt.
Die zugehörige Stadtflagge ist weiß-blau.

## Geschichte

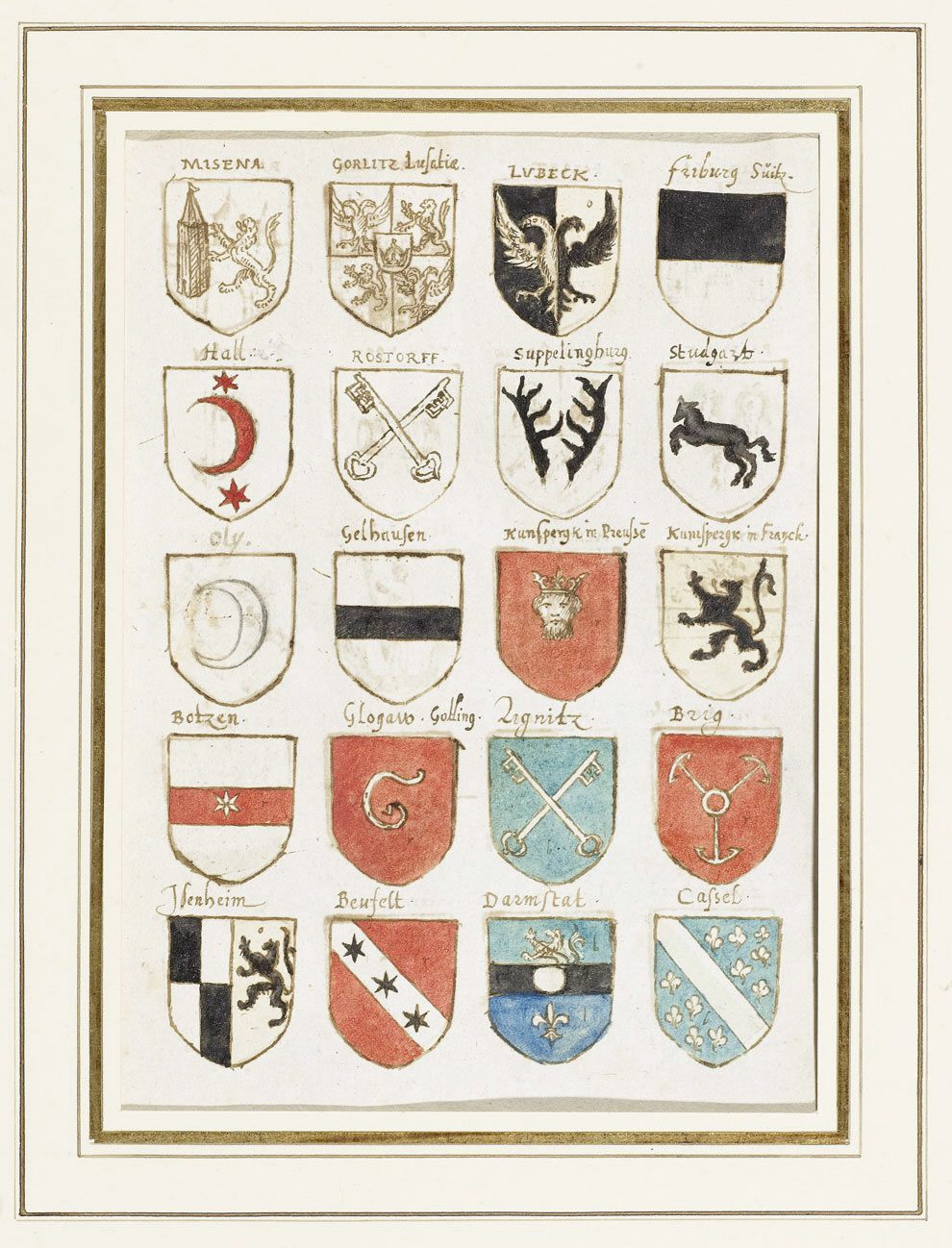
Das Wappen um 1550

Das älteste bekannte große Siegel der Stadt, von dem ein Abdruck von 1339 überliefert ist, zeigt zwei von einer Zinnenmauer umschlossene spitzbedachte Türme. Über dem Tor der Zinnenmauer befindet sich auf einer Bank sitzend der heilige Petrus mit einem Schlüssel in der rechten Hand und einem Buch in der linken Hand. Der Schlüssel gilt als Attribut des heiligen Petrus. Die Umschrift des Siegels lautet „SIGILLVM . CIVITATIS . (LEGNICE)NSIS .“. Ein abgewandeltes Siegel wurde bis 1396 verwendet, es hatte ebenso zwei Türme und eine Zinnenmauer, jedoch wurde Petrus im Tor stehend dargestellt. Die Umschrift lautete „SIGILLVM . CIVITATIS . LEGNIZEN(SIS)“. Umgeben waren die Symbole von Ranken und Zweigen. Weitere ähnliche Variationen, in denen Petrus in anderen Haltungen dargestellt wird, sind ebenfalls aus dem 14. Jahrhundert bekannt.
Ab 1396 wurde ein verändertes großes Siegel verwendet, das vom Rat in dieser Form beschlossen worden sein soll. Es zeigt auf einer Bank nebeneinander die Apostel Petrus und Paulus mit ihren Attributen Schlüssel und Schwert. Und die Umschrift „SIGILLVM . CIVITAVIS . LEGNIAZENSIS .“, die unten vom schlesischen Adler unterbrochen wird.
Am 12. März 1453 verlieh der König von Böhmen Ladislaus Postumus (1440–1457) der Stadt mit einem Patent ein neues Diplomwappen. Es zeigte zwei gekreuzte Schlüssel, die von einem goldenen Löwen mit doppeltem Schweif im blauen Feld gehalten wurden. Aus dieser Zeit sind jedoch keine Stempel vorhanden, was darauf hindeuten könnte, dass das Wappen keinen Anklang bei der Bürgerschaft fand.
Seit dem 15. Jahrhundert ist jedoch ein Wappen mit zwei gekreuzten Schlüsseln überliefert, das bis in die Neuzeit hinein unverändert genutzt wurde. Die Schlüssel werden silbern auf blauem Grund dargestellt. Im 17. Jahrhundert ist das Wappen in dieser Form mit der Umschrift „S . SENATVS . POPVLIQ . LIGNICENSIS . 1627 .“ zu finden. In der Silesia picta findet sich ein quer geteiltes Schild mit dem schlesischen Adler oben und den gekreuzten Schlüsseln unten.
1807 wurde ein neues Wappen eingeführt, das sich an das Patent von Ladislaus Postumus von 1453 anlehnte. Seitdem stellt das Stadtwappen einen Löwen mit zwei gekreuzten Schlüsseln dar.

## Das Wappen als Schmuck
Das Wappen befindet sich an Kanalisationsdeckeln und einigen Bauwerken als Fassadenschmuck, unter anderem am neuen Rathaus.

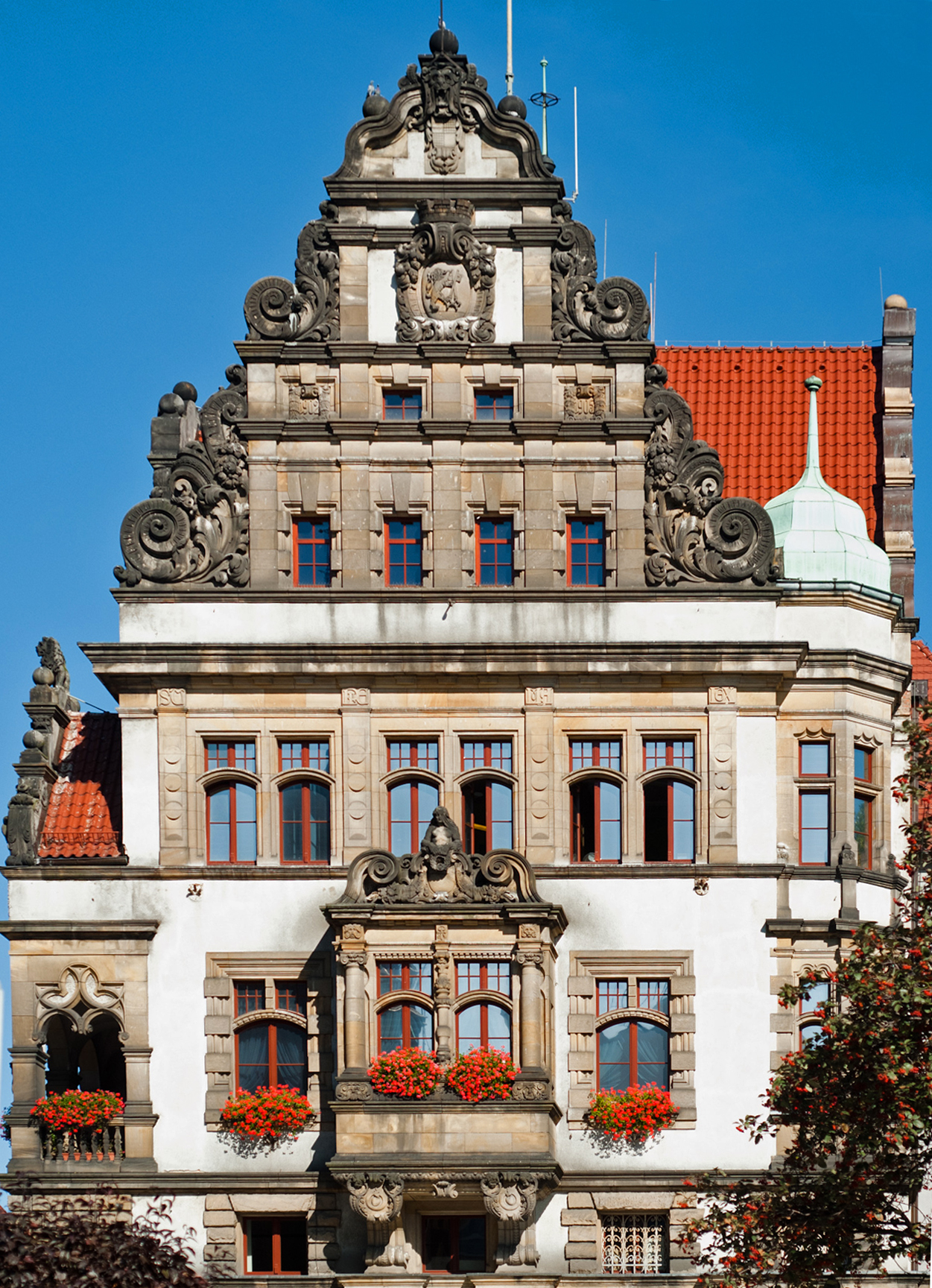
Am Giebel des Rathauses
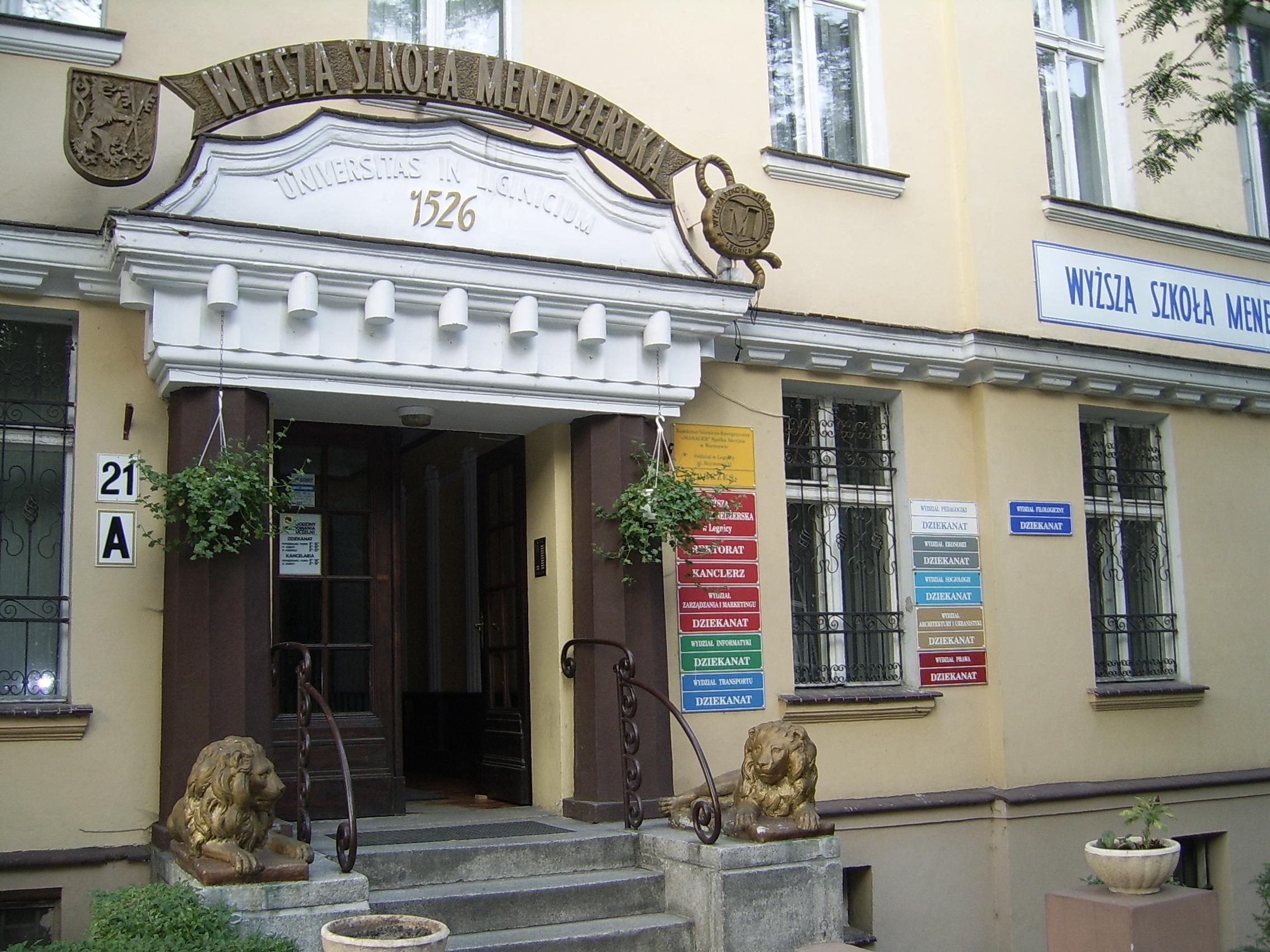
Am Eingang der Universität für Management
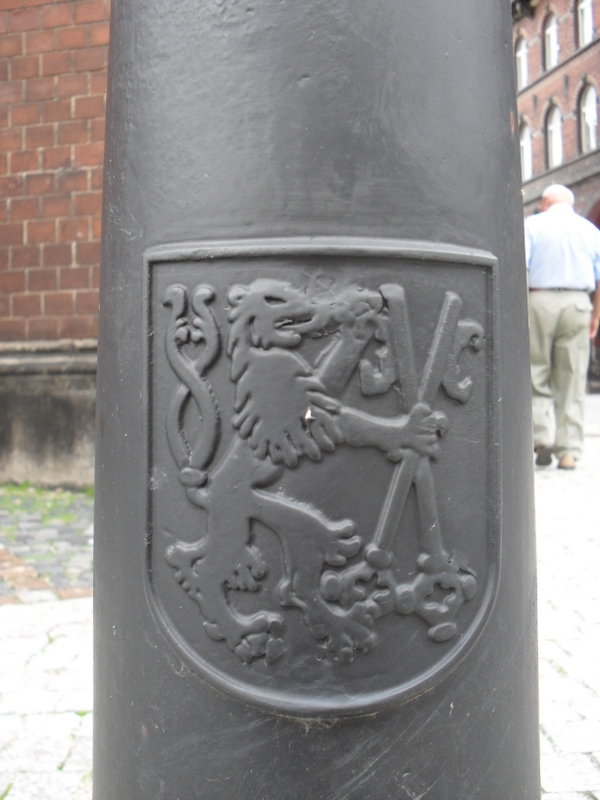
An einem Mast
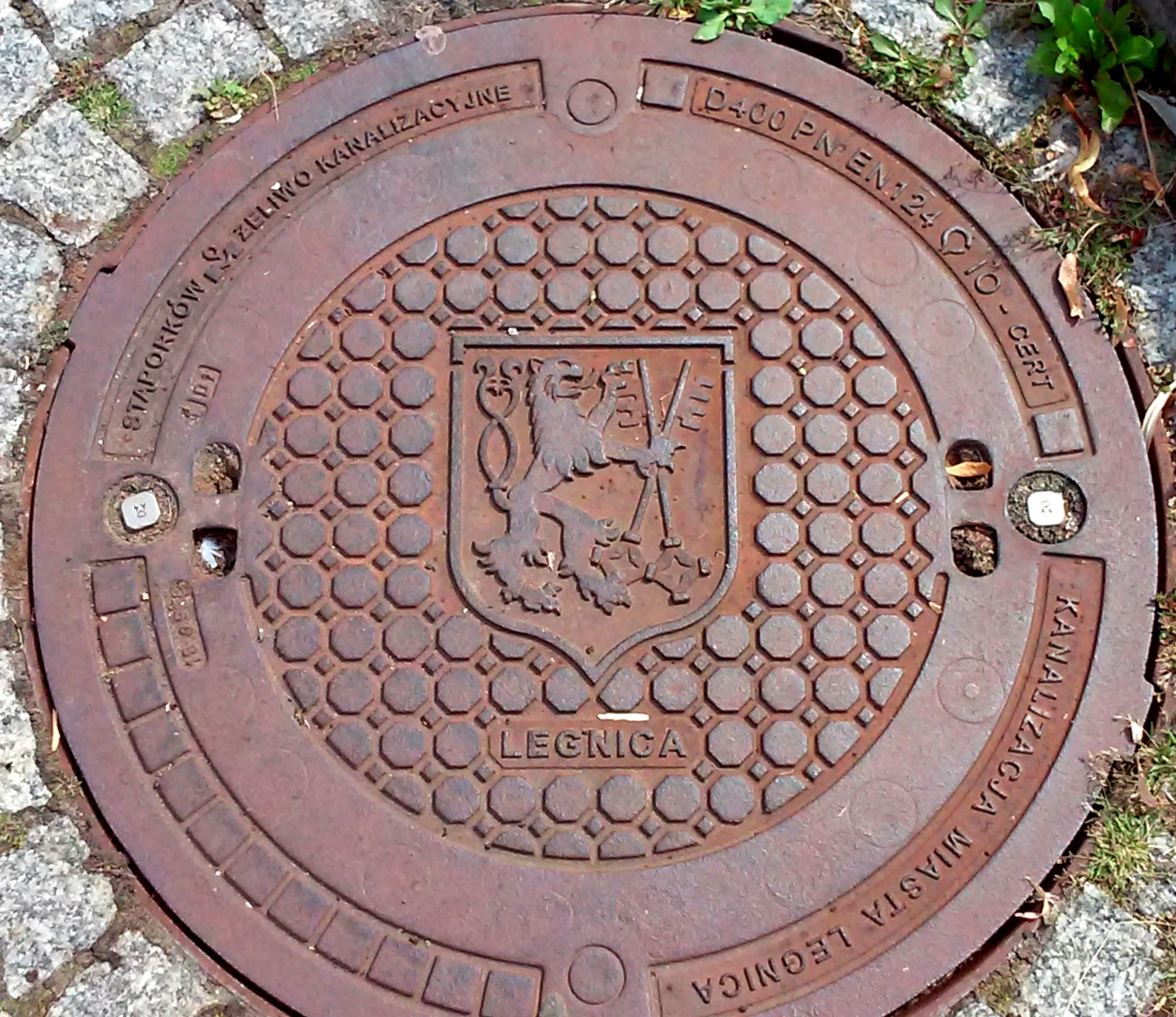
Kanalisationsdeckel
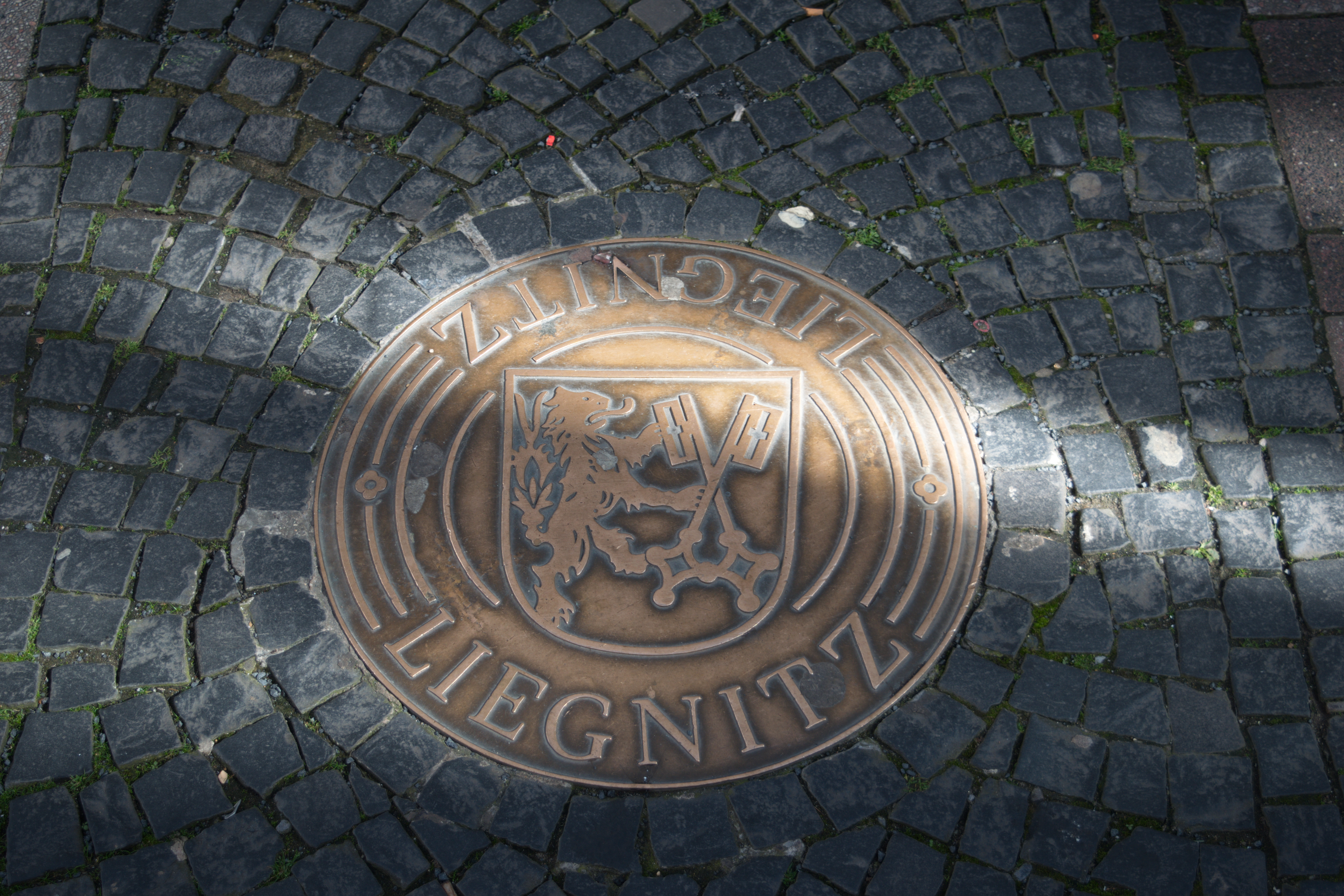
Das Wappen in Wuppertal, der Patenstadt der Liegnitzer